# Curuzza atrivittata
Curuzza atrivittata är en fjärilsart som beskrevs av George Francis Hampson 1900. Curuzza atrivittata ingår i släktet Curuzza och familjen tandspinnare. Inga underarter finns listade i Catalogue of Life.